# 魯德尼亞 (切爾尼亞希夫市鎮)
50°33′21″N 28°42′51″E / 50.55583°N 28.71417°E
魯德尼亞（羅馬化：Rudnia）是烏克蘭的村落，位於該國北部日托米爾州，由日托米爾區切爾尼亞希夫市鎮負責管轄，始建於1641年，面積0.67平方公里，海拔高度201米，2001年人口70，人口密度每平方公里103.86人。